# Palazzo Benedetti

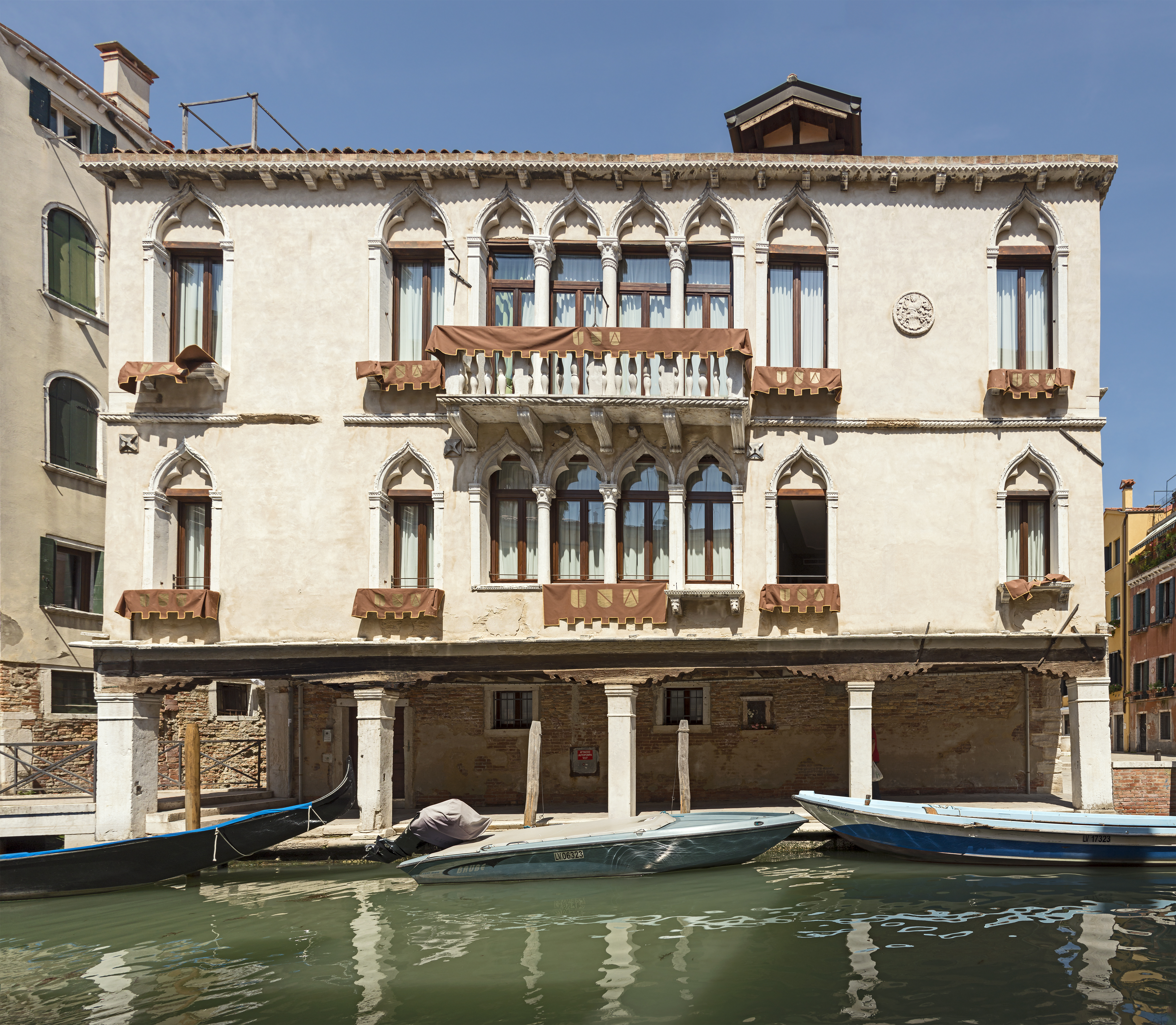
Palazzo Benedetti

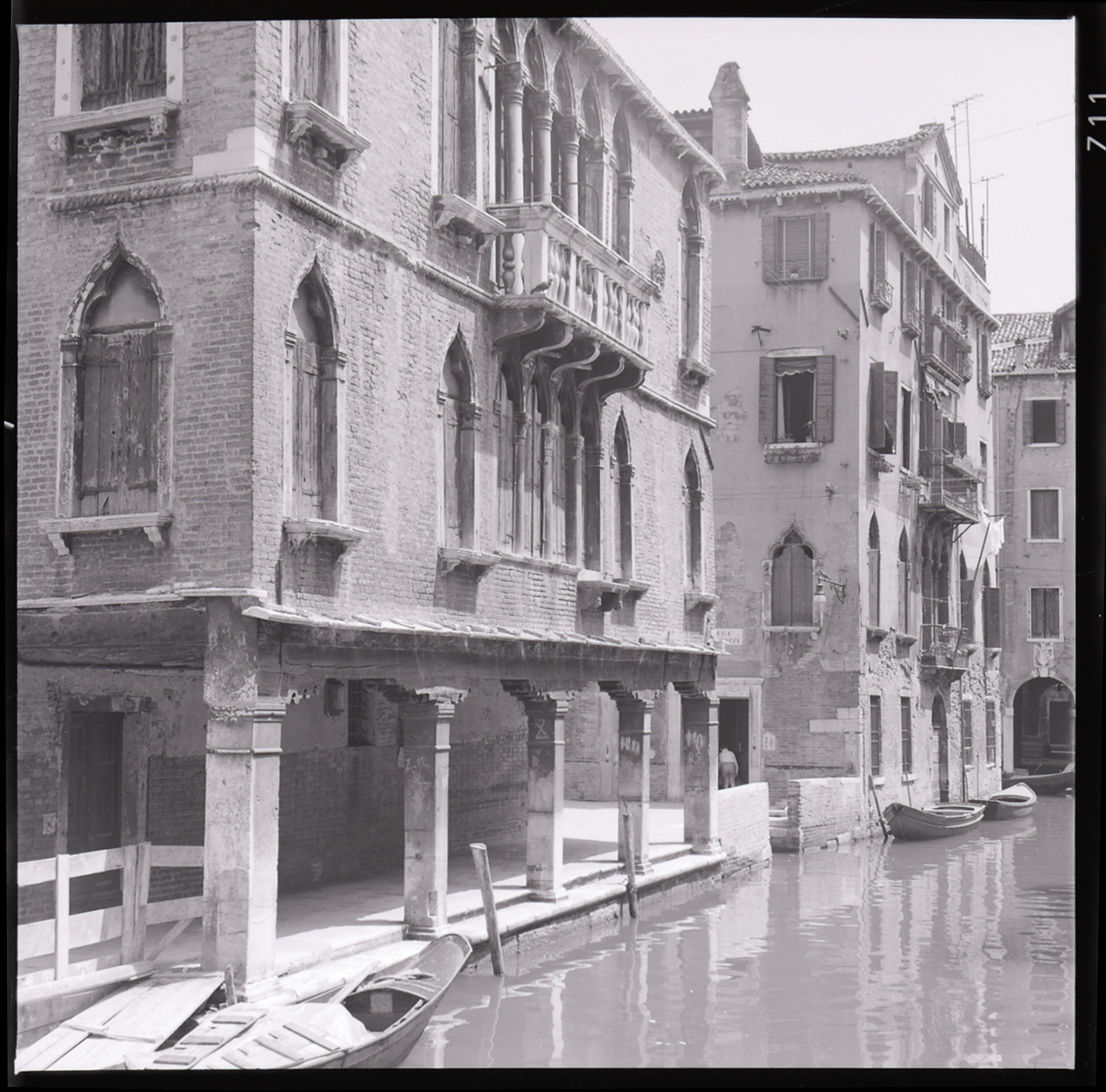
Palazzo Benedetti (Paolo Monti, 1969)

Palazzo Benedetti (auch Palazzetto Benedetti) ist ein Palast in Venedig in der italienischen Region Venetien. Er liegt im Sestiere Cannaregio mit Blick auf den Rio Priuli de Santa Sofia in der Nähe des Schnittpunktes mit dem Rio de l’Acqua Dolce.

## Geschichte
Die Tafel an der Fassade gibt an, dass der Palast für die Familie Benedetti erbaut wurde. Einige Mitglieder dieser Familie wurden als Militärangehörige oder Bischöfe bekannt; die Familie gehörte der alten Aristokratie an. Sie wanderte noch vor dem 13. Jahrhundert aus Akkon ein. Für das Jahr 1537 geben Dokumente des Rates von Savi an, das Alvise Benedetti, Sohn von Domenico Benedetti, in diesem Palast wohnte. Desgleichen hat Pietro Benedetti, Ratsmitglied des Sestiere Cannaregio, im Jahre 1622 hier gelebt.
Im Jahre 2004 wurde der Palast restauriert.

## Beschreibung
Der Palast aus dem 15. Jahrhundert hat drei Vollgeschosse. Im Erdgeschoss der Hauptfassade zum Rio Priuli de Santa Sofia gibt es Arkaden (‚‚Sottoportego‘‘), die typisch für Venedig sind. Die Fassade stützt sich im Bereich der Arkaden auf Säulen mit rechteckigem Querschnitt ab. Die unverputzte Wand dahinter hat auf der linken Seite ein rechteckiges Portal, in der Mitte zwei kleine, quadratische Fenster und rechts daneben ein rechteckiges Wappen. Der Rest der Fassade ist verputzt und hellgelb gestrichen.
Im ersten Hauptgeschoss liegt in der Mitte ein Vierfach-Kielbogenfenster mit einbeschriebenen Dreipässen. Sie sind durch dorische Säulen voneinander getrennt. Flankiert sind sie von zwei Paaren gleichartiger Einzelfenster. Das zweite Hauptgeschoss hat dieselbe Fensteraufteilung, allerdings sind die Kielbogenfenster mit einbeschriebenem Dreipass höher und sie seitlichen Fenster auch breiter. Das Vierfachfenster in der Mitte hat einen vorspringenden Balkon. Zwischen den Seitenfenstern auf der rechten Seite der Fassade sitzt ein rundes Familienwappen der Benedettis. Alle Säulen, die Rahmen der Fenster, die Wappen und der Balkon sind aus istrischem Kalkstein.
Nach oben schließt eine gezahnte Dachtraufe die Fassade ab. Darüber sitzt auf der rechten Seite eine kleine Dachgaube.